# Kościół Opatrzności Bożej w Inowrocławiu
Kościół Opatrzności Bożej w Inowrocławiu – rzymskokatolicki kościół parafialny w Inowrocławiu, w dzielnicy Mątwy, w województwie kujawsko-pomorskim. Mieści się przy ulicy Poznańskiej. Należy do dekanatu inowrocławskiego I.

## Historia
W 1927 powstał komitet budowy kościoła w ówczesnej wsi Mątwy. Komitet powstał z inicjatywy księdza proboszcza parafii Św. Mikołaja w Inowrocławiu Bogdana Gordona. Projekt został przygotowany przez architekta Mariana Andrzejewskiego z Poznania. W dniu 3 sierpnia 1930 roku został poświęcony kamień węgielny, natomiast w dniu 8 grudnia 1931 roku świątynia została konsekrowana przez księdza biskupa Antoniego Laubitza. Powstała budowla w stylu neobarokowym na planie krzyża greckiego, która może pomieścić około 1000 wiernych, a jej powierzchnia użytkowa wynosi 330 m², wieża ma wysokość około 45 metrów. Świątynia w całości została wzniesiona z cegły. Wszystkie prace były wykonywane ręcznie. Koszt budowy został oszacowany na 220 tysięcy ówczesnych złotych. Nowy kościół został wyposażony w trzy dzwony z sygnaturką podarowane przez dyrektora cukrowni Leona Nehringa. Dzwony o masie 690, 426 i 297 kilogramów zostały odlane w Gdańsku. Otrzymały one imiona trzech córek dyrektora: Celina, Maria i Rita.